# Thornhill (Kentucky)
Thornhill es una ciudad ubicada en el condado de Jefferson en el estado estadounidense de Kentucky. En el Censo de 2010 tenía una población de 178 habitantes y una densidad poblacional de 1.527,25 personas por km².

## Geografía
Thornhill se encuentra ubicada en las coordenadas 38°17′17″N 85°37′30″O / 38.28806, -85.62500. Según la Oficina del Censo de los Estados Unidos, Thornhill tiene una superficie total de 0.12 km², de la cual 0.12 km² corresponden a tierra firme y (0%) 0 km² es agua.

## Demografía
Según el censo de 2010, había 178 personas residiendo en Thornhill. La densidad de población era de 1.527,25 hab./km². De los 178 habitantes, Thornhill estaba compuesto por el 91.57% blancos, el 3.93% eran afroamericanos, el 0% eran amerindios, el 2.25% eran asiáticos, el 0% eran isleños del Pacífico, el 0% eran de otras razas y el 2.25% pertenecían a dos o más razas. Del total de la población el 1.12% eran hispanos o latinos de cualquier raza.